# Jean-Jacques Grasset
Jean-Jacques Grasset (né à Paris en 1769 et mort dans la même ville le 25 août 1839) est un violoniste, compositeur et chef d'orchestre français. 

## Biographie
Grasset était élève d'Isidore Bertheaume, avec lequel il joue au Concert Spirituel le 13 avril 1786 en soliste dans une symphonie concertante pour deux violons, œuvre de Bertheaume. Un an plus tard, en 1787, il devient second violon dans l'orchestre du Concert Spirituel. En 1790, il y présente deux de ses concertos pour violon et une symphonie concertante. Pendant les guerres napoléoniennes, il était obligé de se rendre à l'armée pour servir durant les campagnes en Allemagne et en Italie. Durant cette période, il profite tout en écoutant de se former dans le style et le goût de la musique italienne. En 1800, après le décès de Pierre Gaviniès, il devient professeur de violon au conservatoire de Paris. En 1802, après le départ d'Antonio Bartolomeo Bruni, il reprend la direction musicale de l'opéra italien, poste qu'il maintient durant 25 ans. Directeur musical de l'opéra, il continue à jouer avec succès les solos de violon.

## Œuvres
- Concerto pour violon op. 1
- Concerto pour violon op. 2
- Sonate pour violon et piano op. 3
- Concerto pour violon op. 4
- 5 Livres de duos pour deux violons

## Source
- François-Joseph Fétis, Biographie universelle des musiciens et bibliographie générale de la musique, vol. 4 (1863)